# Interessengemeinschaft Hämophiler

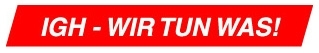
IGH-Slogan

Die Interessengemeinschaft Hämophiler e. V. (IGH), Bonn, ist ein bundesweit tätiger Patientenverband, der die Interessen der von der Blutungskrankheit (Hämophilie, vWS/vWE/vWD) betroffenen Menschen und ihrer Angehörigen vertritt.

## Geschichte
Die Interessengemeinschaft Hämophiler wurde im Sommer 1992 gegründet. Sie ist seit 1993 ständiges Mitglied im Arbeitskreis Blut, einem Expertengremium für die Sicherheit von Blut und Blutprodukten.

## Ziele
Die Ziele der Interessengemeinschaft Hämophiler ist die Förderung von Zukunftsperspektiven und realer Anwendungsmöglichkeiten in der Hämophiliebehandlung, z. B.: Gentechnologie, Gentherapie, Sicherung der Versorgung und der Kostenübernahme, sowie die Erhöhung bzw. Verbesserung der Sicherheitsstandards in der Therapie.

## Mitglieder
Mitglieder
Die Mitglieder sind Betroffene, Angehörige, Förderer, Ärzte und Wissenschaftler, insgesamt zählt der Verband 1.100 Mitglieder. (Stand: 4. Februar 2019)
Unterstützer
Die Arbeit der Interessengemeinschaft Hämophiler wird durch Zuwendungen unterstützt.

## Arbeit
Schwerpunkte der Arbeit liegen in der Betreuung und Unterstützung der Hämophilen und deren Angehörigen sowie in der Aufklärung über das Krankheitsbild und der Information über Therapiemöglichkeiten und neue Präparate. für die unterschiedlichen Altersgruppen der Hämophilen werden Fortbildungsveranstaltungen, Begegnungsmaßnahmen und vieles mehr organisiert und durchgeführt. Insbesondere die Verbesserung der Lebenssituation der Hämophilen (medizinisch, die psychologisch und sozial) Betreuung und Beratung durch eine ständige Beratungsstelle für angeborene Gerinnungsstörungen der von HIV und AIDS betroffenen Familien sowie der Hinterbliebenen und die Unterstützung von Forschungs- und Entwicklungsprojekten sowie Einflussnahme auf die betreffenden Entscheidungen in Wissenschaft, Gesellschaft, Industrie und Politik. Durch Schaffung von Infrastrukturen für ambulante Vorortbetreuung und Netzwerkaufbau wird die Lage der Betroffenen erleichtert.

## Organisation
Der Verein verfügt über ehrenamtlich tätige Fachkräfte und hauptamtliche Mitarbeiter. Er unterhält Vertretungen in: Rottenburg am Neckar (Bundesgeschäftsstelle), SHG "Hämophilie Südwest", Elsdorf–Heppendorf (Landesgeschäftsstelle Nordrhein-Westfalen), Trier (Landesgeschäftsstelle Rheinland-Pfalz), Merseburg (SHG "Hämophilie in Sachsen-Anhalt").
Vorsitzender des Vorstands ist Tobias Becker, Hauptamtlicher Geschäftsführer ist Christian Schepperle.